# Jonas Jakobsen
Jonas Jakobsen (født 9. februar 2000) er en dansk ishockeyspiller. Han jhar siden 2022 spillet  for Frederikshavn White Hawks.

## Biografi
Jonas er født og opvokset i Aalborg og spillede for Aalborg IK som ungdomsspiller.

## Metal Ligaen

### Aalborg Pirates

#### Sæsonen 2017-18[3]
| Grundspil     | Grundspil | Grundspil | Grundspil   | Grundspil           |
| Kampe spillet | Mål       | Assists   | Point i alt | Udvisnings minutter |
| ------------- | --------- | --------- | ----------- | ------------------- |
| 8             | 0         | 0         | 0           | 2                   |
| Slutspil      |           |           |             |                     |
| Kampe spillet | Mål       | Assists   | Point i alt | Udvisnings minutter |
| -             | -         | -         | -           | -                   |

#### Sæsonen 2018-19[3]
| Grundspil     | Grundspil | Grundspil | Grundspil   | Grundspil           |
| Kampe spillet | Mål       | Assists   | Point i alt | Udvisnings minutter |
| ------------- | --------- | --------- | ----------- | ------------------- |
| 34            | 0         | 1         | 1           | 14                  |
| Slutspil      |           |           |             |                     |
| Kampe spillet | Mål       | Assists   | Point i alt | Udvisnings minutter |
| 11            | 0         | 0         | 0           | 2                   |

#### Sæsonen 2019-20[3]
| Grundspil     | Grundspil | Grundspil | Grundspil   | Grundspil           |
| Kampe spillet | Mål       | Assists   | Point i alt | Udvisnings minutter |
| ------------- | --------- | --------- | ----------- | ------------------- |
|               |           |           |             |                     |
| Slutspil      |           |           |             |                     |
| Kampe spillet | Mål       | Assists   | Point i alt | Udvisnings minutter |
|               |           |           |             |                     |